# Tiraque (gemeente)
Tiraque is een gemeente (municipio) in de Boliviaanse provincie Tiraque in het departement Cochabamba. De gemeente telt naar schatting 21.953 inwoners (2018). De hoofdplaats is Tiraque.

## Indeling
De gemeente bestaat uit 2 kantons:
- Cantón Palca
- Cantón Tiraque